# 斯迪凡犀屬
斯迪凡犀屬（学名：Stephanorhinus）为犀科的一个属。

## 下属物种
本属包括以下物种：
- 基什贝尔格犀 Stephanorhinus kirchbergensis
- 日本犀 Stephanorhinus nipponicus Shikama et al., 1967
- Stephanorhinus miguelcrusafonti Guerin & Santafe, 1978